# (514) Armida

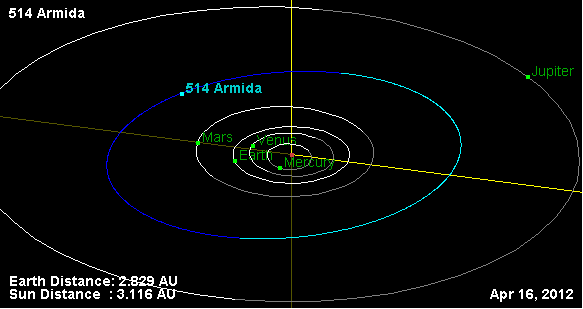
Orbit des Asteroiden 514 Armida

(514) Armida ist ein Asteroid des Hauptgürtels, der am 24. August 1903 von Max Wolf entdeckt wurde. 
Der Asteroid wurde nach der Titelfigur der Oper Armide von Christoph Willibald Gluck benannt.